# Gabriel Migliónico
Gabriel Maximiliano Migliónico Torres (Buenos Aires, 20 gennaio 1978) è un ex calciatore argentino naturalizzato uruguaiano, di ruolo attaccante.